# Vinko Knežević
Vinko Knežević (njem.: Vincenz Knesevich, u nekim izvorima Vinzenz; engl.: Vincent) (Gračac, 30. studenoga 1755. – Sveta Jelena, 11. ožujka 1832.), hrvatski barun, član plemićke obitelji Knežević, podmaršal, general konjaništva (General der Kavallerie) i tajni carski savjetnik Habsburške Monarhije.

## Životopis

### Od 1755. do 1800. godine
Barun Vinko Knežević je rođen u staroj hrvatskoj plemićkoj obitelji dana 30. studenoga 1755. u Gračacu. Otac mu je bio habsburški general Martin barun Knežević, a majka Uršula Knežević rođ. Vukasović. Bio je njihovo najmlađe dijete i odrastao je uz petoricu braće i dvije sestre. Školovao se u Rijeci i Gorici, a u 17. godini života stupio je u "Kraljevsku ugarsku plemićku tjelesnu gardu". Nakon tri godine službe i školovanja na carskome dvoru u Beču, premješten je s činom leutnant-a (poručnika) u "56. linijsku pješačku pukovniju". Tri godine poslije, 1778., promaknut je u čin oberleutnant-a (natporučnika) i premješten u "Husarsku pukovniju Graf Wurmser", gdje je stekao čin hauptmann-a (satnika) i zapovjednika eskadrona. U Austrijsko-turskom ratu (1787. – 1791.) barun Knežević se s činom major-a (bojnika) nalazio u dobrovoljačkom korpusu baruna Josipa Filipa Vukasovića, s kojim se istaknuo pri opsadi Cetina 1789. godine.
Nakon raspuštanja Vukasovićeva korpusa, 6. siječnja 1790., preuzeo je zapovjedništvo nad husarima korpusa koji se otad zovu "Kneževićevim husarima" (Freicorps Knesevich) ili "Hrvatskim husarima" (Kroatische Frei-Husaren). Brojili su oko 200 konjanika raspoređenih u jedan eskadron i bili dio "Gyulayeva dobrovoljačkog korpusa" (Gyulay Frei-Corps). Istaknuli su se pri zaštiti postrojbi koje su se povlačile nakon opsade Cetina. Poslije rata korpus baruna Kneževića je bio raspušten, u prosincu 1790., a on je premješten najprije u "Husarsku pukovniju Graf Wurmser", te potom u "Husarsku pukovniju Peter von Vécsey". U toj pukovniji postao je 1796. oberstleutnant (potpukovnik), a samo godinu dana poslije, po izričitoj zapovijedi kralja Franje II., promaknut je u čin oberst-a (pukovnika) i postavljen za zapovjednika husarske pukovnije nadvojvode Josipa. Pod njegovim zapovjedništvom, postrojba je postala jednom od najboljih konjaničkih pukovnija u habsburškoj vojsci. Tijekom Drugog koalicijskog rata protiv Francuza (1799. – 1800.), ta se pukovnija istaknula u boju kod Cassana na rijeci Addi 27. travnja 1799., kada je izvršila odlučujuće napade pod zapovjedništvom hrabrog potpukovnika Hertelendyja i bojnika Dobaya. U boju kod Vaprija, husari nadvojvode Josipa spasili su austrijsko desno krilo razbivši neprijateljsku bojnu koja ga je zaobišla, a 28. travnja uspješno su natjerali na predaju francusku diviziju Serrurier kod Verderija, što je barunu Kneževiću donijelo opće divljenje glavnog savezničkog zapovjednika ruskog maršala Suvorova, te Viteški križ Reda Marije Terezije. Odlikovanje mu je dodijeljeno na bojnome polju.
U okršaju kod San Giovannia 17. lipnja 1799., koji je podmaršal Peter Karl Ott von Bátorkéz morao prihvatiti sam sa svojom divizijom, u pomoć mu je priskočio maršal Suvorov. Podmaršal von Bátorkéz je napredovao glavnom cestom. Pješaštvo je prešlo sve zapreke i s nataknutim bajunetama potisnulo neprijatelja, a barun Knežević i njegovi husari iskoristili su sve prilike kako bi pomogli ovaj napad i ometali Francuze u povlačenju prema Tidoneu. Isto tako je Knežević sudjelovao i sljedećega dana, kao i 19. lipnja, u odbijanju pokušaja generala Jacquesa MacDonalda da na nekoliko mjesta prijeđe rijeku Trebiju. Jedna neprijateljska kolona, sastavljena od pet bojni i 600 konjanika, provalila je na ušće Trebije kod La Pernice te zaprijetila austrijskom lijevom krilu. Knežević je brzo napao tu kolonu, sasjekao mnogo neprijateljskih vojnika, zarobio 300 Francuza i natjerao ostale u bijeg, čime je završila krvava trodnevna bitka. S jednakim se žarom borio kod Novog, a potom s pukovnijom sudjeluje kod opsade Conija, gdje se također istaknuo.

### Od 1800. do 1832. godine
1800. godine Knežević je promaknut u čin generalmajor-a (general-bojnika), a nakon rata postavljen je za zapovjednika brigade, premještene u Radkersburg, kojoj je ostao na čelu sve do imenovanja za feldmarschalleutnant-a (podmaršala) 1809. godine. Zbog zasluga, a na njegovu molbu, kralj Franjo II. dao je 1. svibnja 1802. barunu Kneževiću i obitelji nekadašnji pavlinski posjed Svetu Jelenu u Međimurju, u zamjenu za posjede u Gračacu i Lici koji su im bili oduzeti pri ustroju "Ličke krajiške pješačke pukovnije", odnosno Vojne krajine.
Tijekom Trećeg koalicijskog rata 1805. godine, Knežević je bio dodijeljen vojsci nadvojvode Karla u Italiji. Iako je nadvojvoda odnio pobjedu kod Coldiersa, a Knežević kod Gonowitza u Štajerskoj, zbog austrijskog poraza u Njemačkoj morali su se povući, pa je Knežević sa svojom nekadašnjom "2. husarskom pukovnijom" i jednom bojnom krajišnika ostao u neprijateljskoj pozadini oko Ljubljane, vodeći "mali rat". Poslije je zbog tih zasluga počašćen titulom carskog tajnog savjetnika.
Na početku Petog koalicijskog rata 1809. godine izabran je za potkapetana Kraljevine Hrvatske, Slavonije i Dalmacije, te je oko Zagreba okupljao vojsku i hrvatske insurekcijske čete. Pri imenovanju 19. siječnja 1809. zahvalio je hrvatskim govorom, što je bila prva upotreba hrvatskog jezika u Saboru. Zbog ovlasti nad insurekcijskom vojskom došao je u sukob s banskim namjesnikom, zagrebačkim biskupom Maksimilijanom Vrhovcem. S insurekcijskom vojskom ratovao je u Sloveniji, te je 21. lipnja 1809. između Konjica i Bistrice potukao i raspršio zalaznicu korpusa maršala Augustea Marmonta. Nakon sklapanja mira u Schönbrunnu, zajedno s Josipom Klobušickim imenovan je povjerenikom za predaju hrvatskih krajeva južno od Save Francuzima. Potom je postavljen za zapovjednika Varaždinskog generalata i 15. travnja 1809. imenovan titularnim pukovnikom-vlasnikom "3. dragunske pukovnije".
Barun Knežević je zbog zdravstvenih problema 1. svibnja 1812. otišao u mirovinu, ali je već sljedeće godine ponovno izabran za potkapetana Kraljevine Hrvatske, Slavonije i Dalmacije, što je potvrdio i kralj Franjo II. reaktiviravši ga u rujnu 1813. godine. Ponovno je organizirao insurekciju za Šesti koalicijski rat (1813. – 1814.), te s vojskom napredovao prema Italiji, preko Rijeke i Trsta. Zbog bolesti generala topništva kneza Heinricha XV Reuss-Plauena, 1815. godine preuzeo je zapovjedništvo Venecije i zaustavio napredovanje napuljskog kralja Joachima Murata. Uskoro potom Vinko Knežević je stupio u konačnu mirovinu nakon 44 godine vojne službe. Tom prilikom, 10. studenog 1815., dobio je počasni čin Generala der Kavallerie (generala konjaništva). Ostatak života proveo je na svom imanju Sveta Jelena u Međimurju, koje je u to vrijeme bilo u sastavu mađarske Zaladske županije, gdje je i umro 11. ožujka 1832. godine.

### Činovi
- čin Leutnant (poručnik) dodijeljen 1775. godine.
- čin Oberleutnant (natporučnik) dodijeljen 1778. godine.
- čin Hauptmann (satnik).
- čin Major (bojnik).
- čin Oberstleutnant (potpukovnik) dodijeljen 1796. godine.
- čin Oberst (pukovnik) dodijeljen 1797. godine.
- čin Generalmajor (general-bojnik) dodijeljen 1800. godine.
- čin Feldmarschalleutnant (podmaršal) dodijeljen 1809. godine.
- čin General der Kavallerie  (general konjaništva) dodijeljen 1815. godine.

### Odličja
- Viteški križ Reda Marije Terezije (Ritter des Militär-Maria-Theresien Ordens).[1]

## Vanjske poveznice
- Vincenz Knesevich u popisu carskih i kraljevskih generala Austrijskog državnog arhiva  Arhivirana inačica izvorne stranice od 24. rujna 2015. (Wayback Machine)
- Vinzenz Knesevich u austrijskim vojnim novinama iz 1837. godine
- Memoari podmaršala Vinka baruna Kneževića od Svete Jelene  Arhivirana inačica izvorne stranice od 23. ožujka 2014. (Wayback Machine)
- Kratki životopis u enciklopediji Proleksis